# Andrew Lange

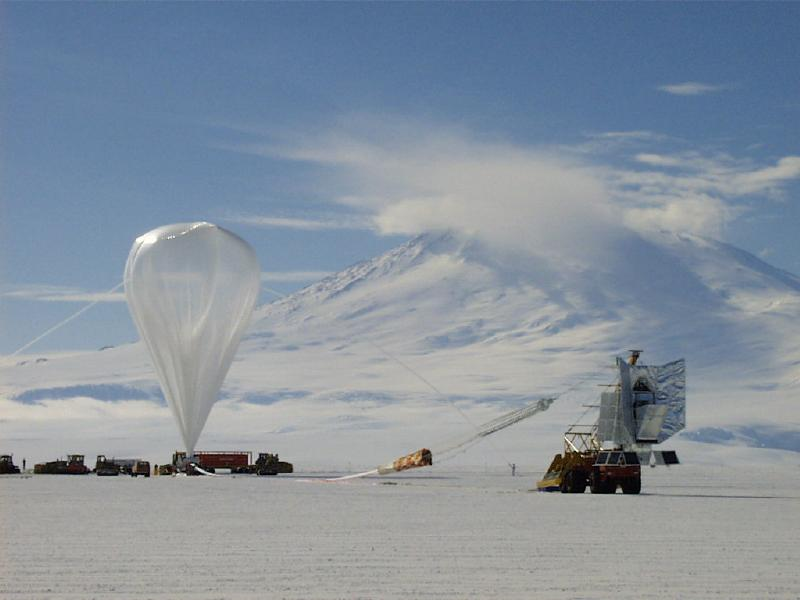
De lancering van de BOOMERANG-telescoop

Andrew E. Lange (Urbana (Illinois), 23 juli 1957 - Pasadena (Californië), 22 januari 2010) was een Amerikaans astrofysicus.
Lange studeerde fysica aan de Princeton-universiteit en aan de Universiteit van Californië - Berkeley. In 2001 werd hij Goldbergerprofessor fysica aan de Caltech. Hij gaf mede leiding gaf aan het project 'Boomerang' dat het vroege begin van het universum onderzocht. Met een telescoop op Antarctica onderzocht hij de kosmische achtergrondstraling, de warmtestraling die is uitgezonden in de tijd dat het universum nog in zijn embryofase verkeerde. Het onderzoek ondersteunde de theorie dat het universum zich blijft uitdijen en niet zal inkrimpen. Lange pleegde in januari 2010 zelfmoord.